# Világváros

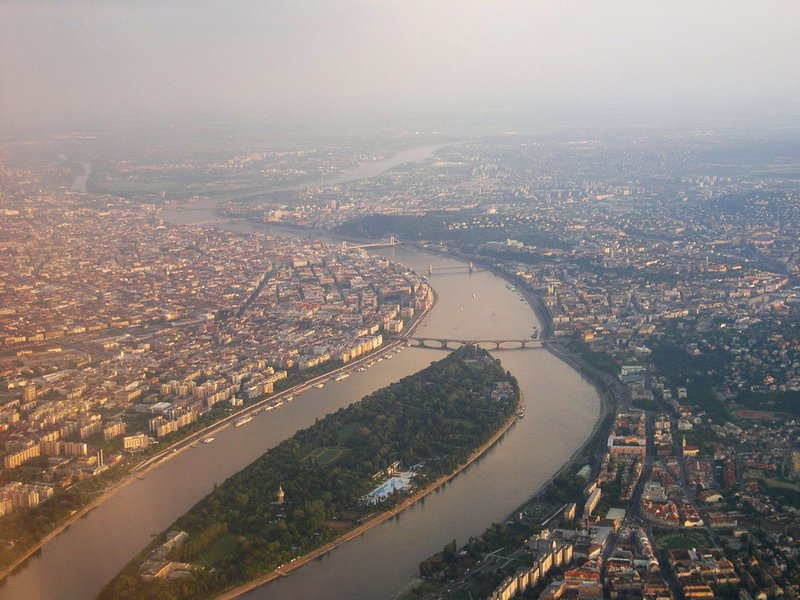

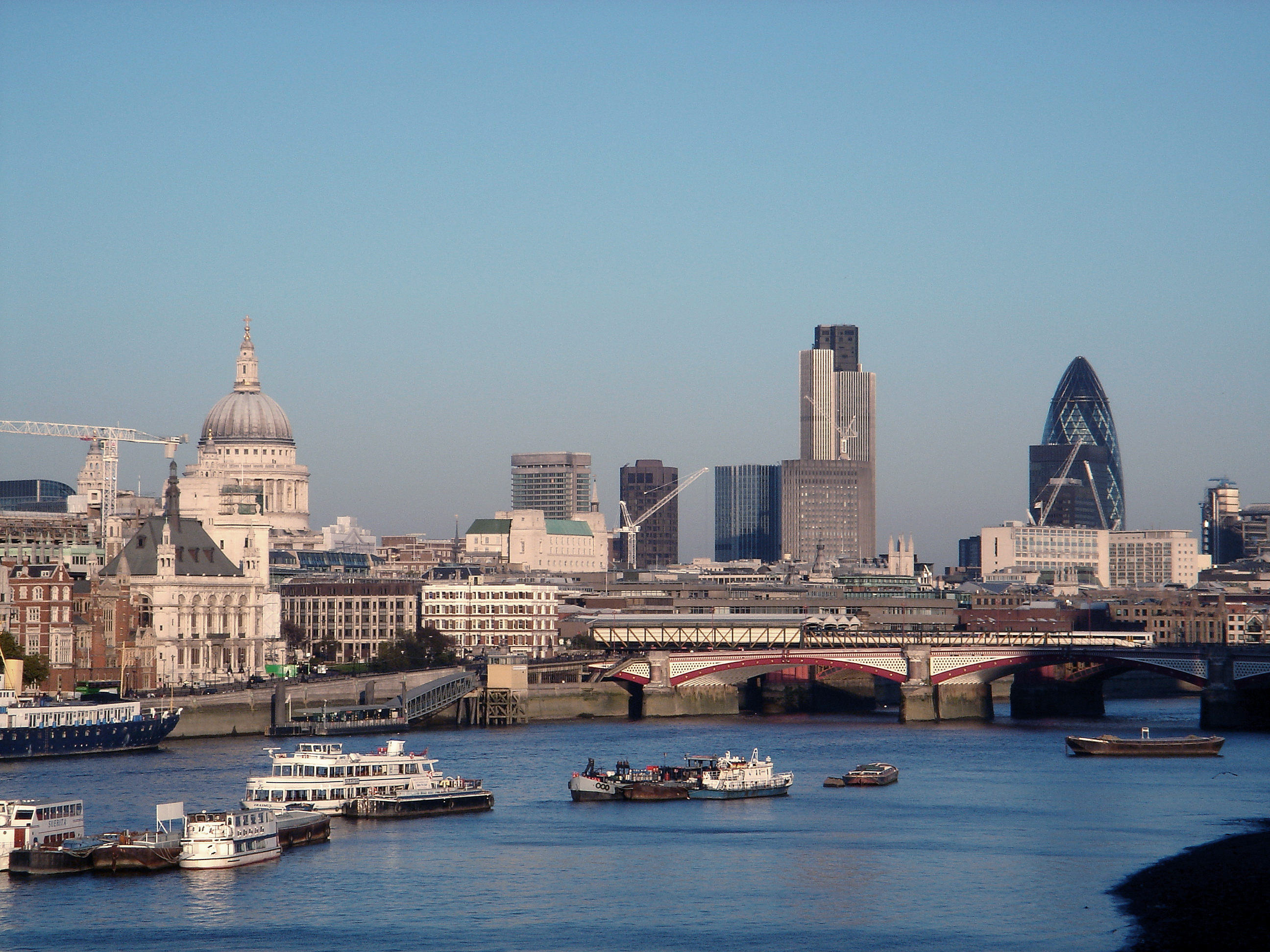
London

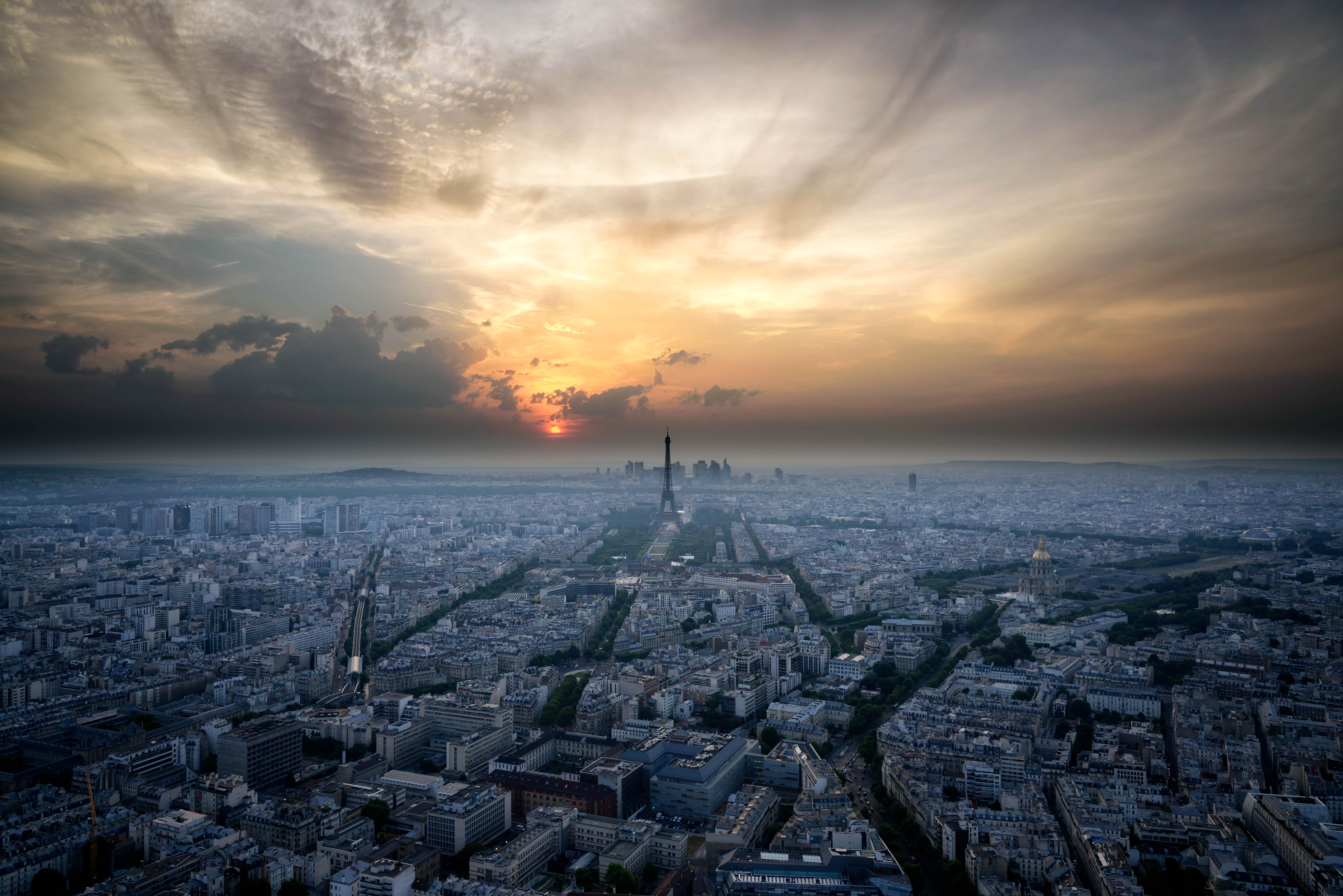
Párizs

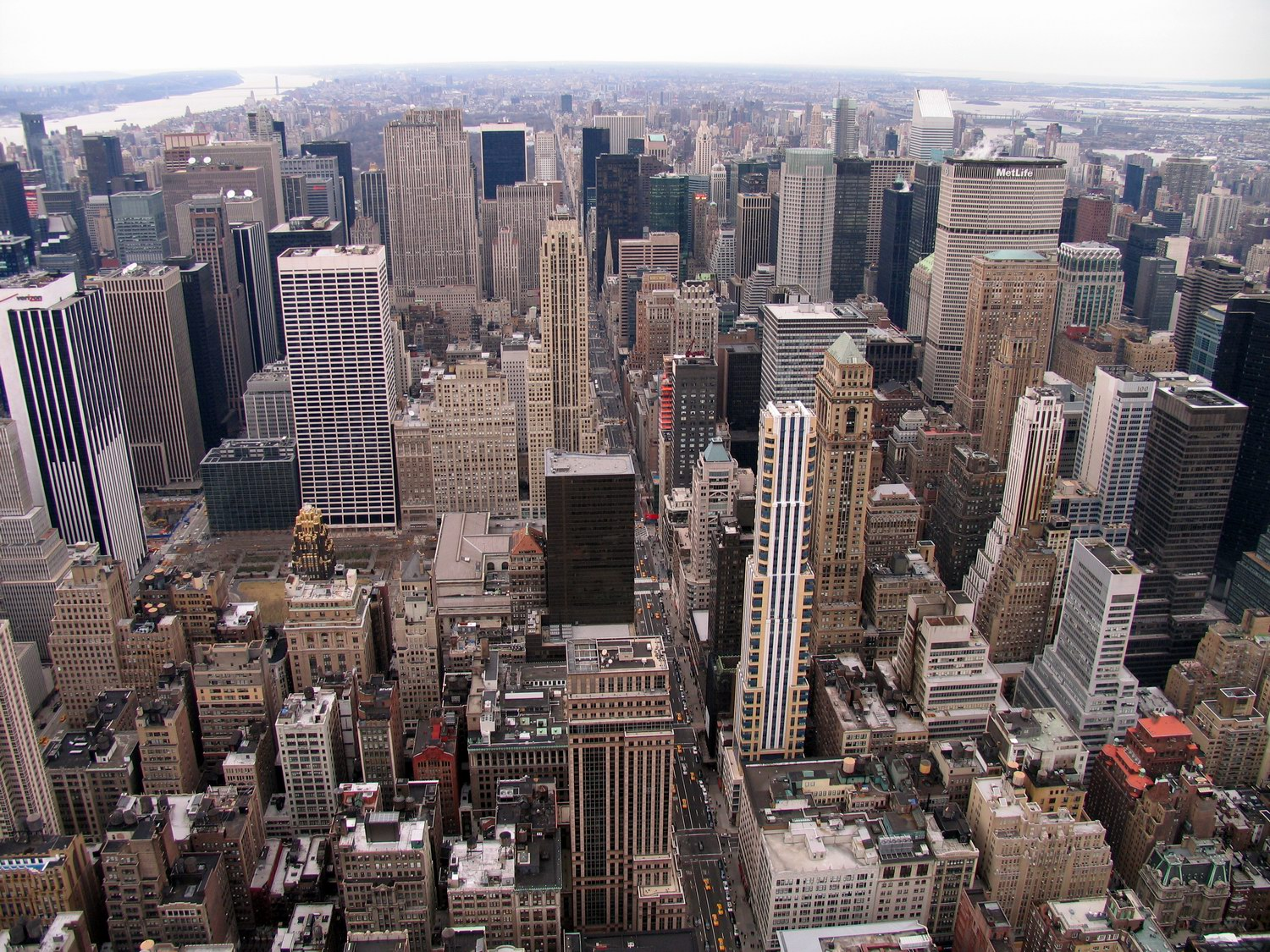
New York

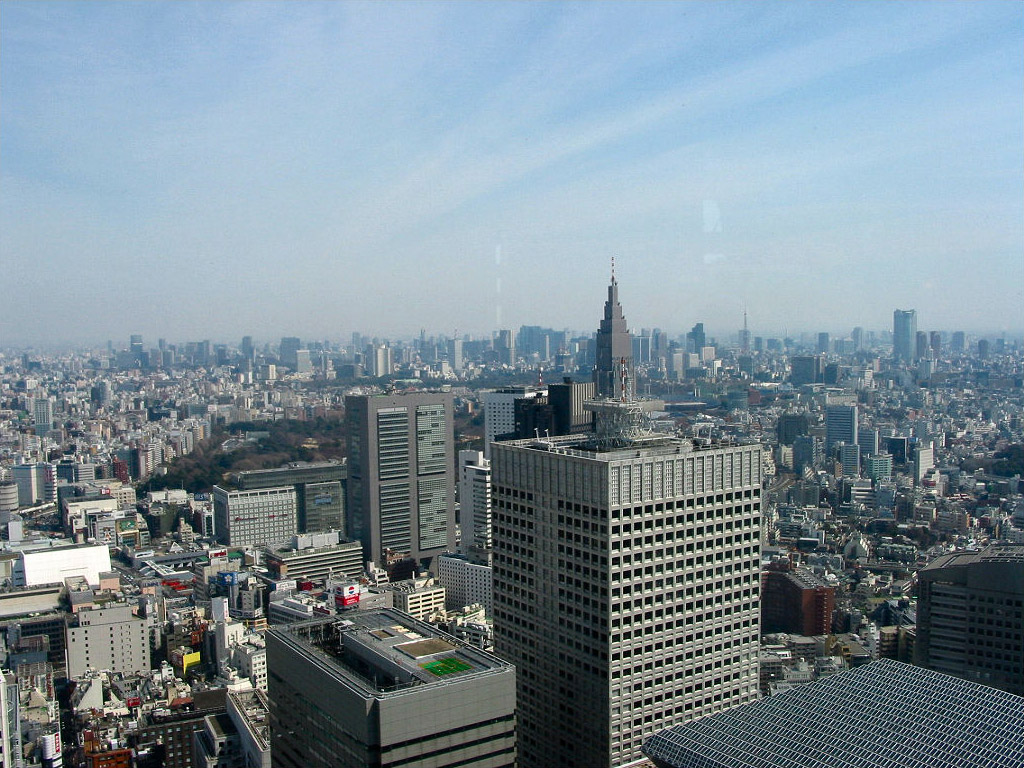
Tokió

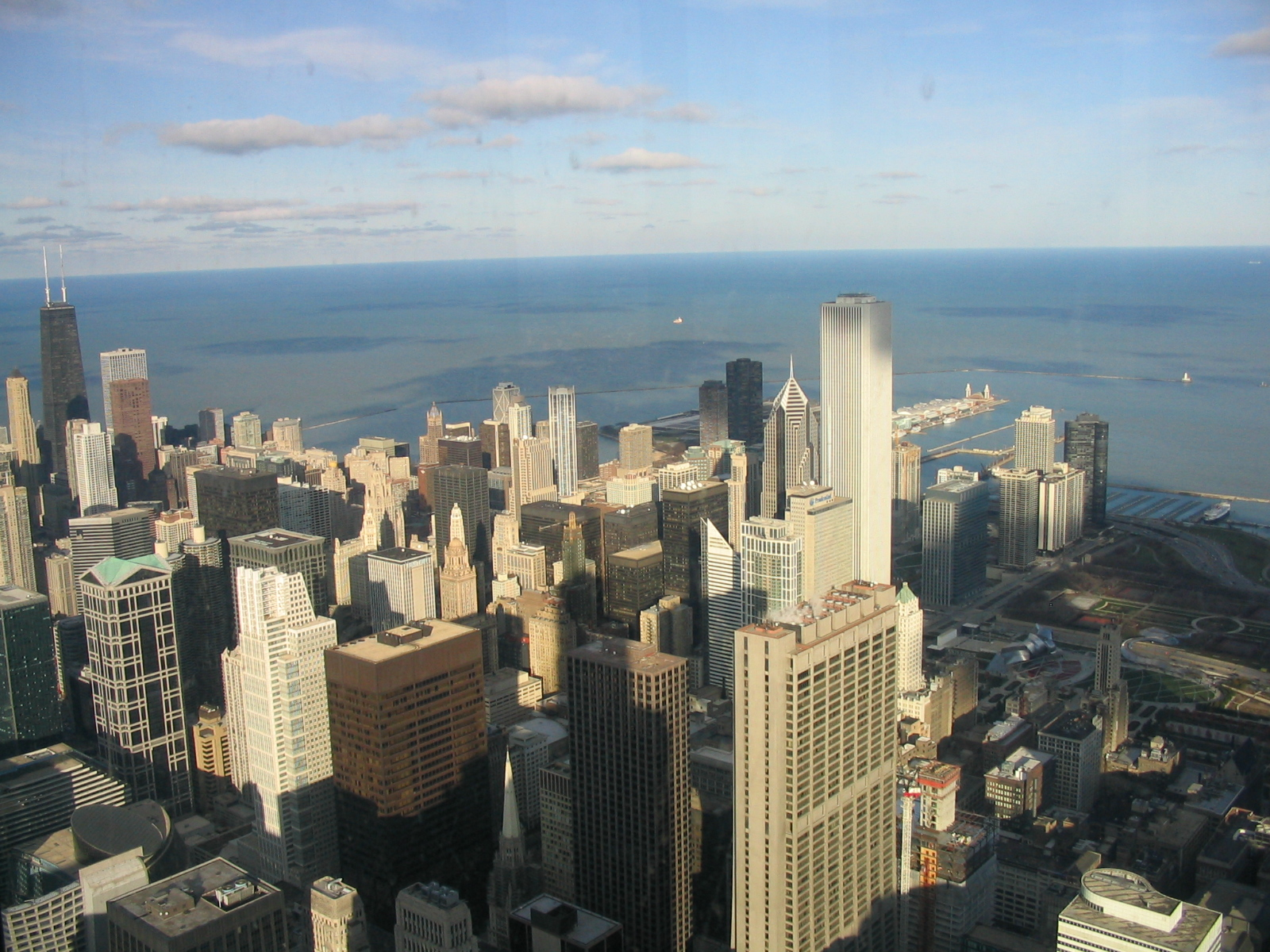
Chicago

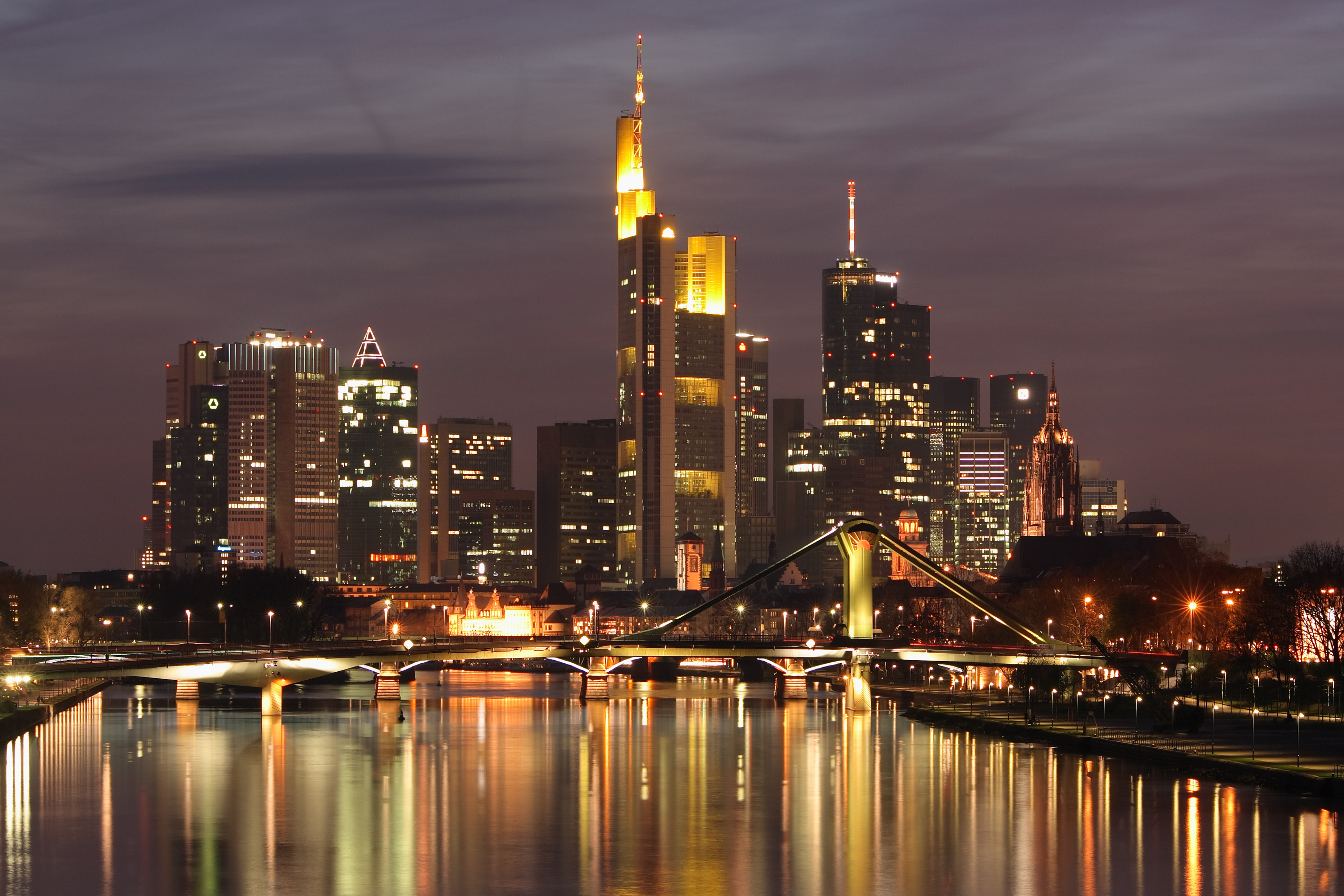
Frankfurt

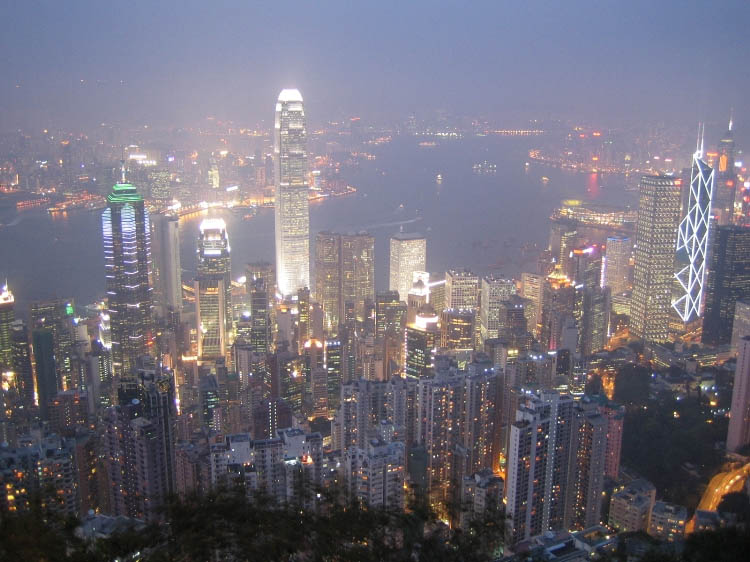
Hongkong

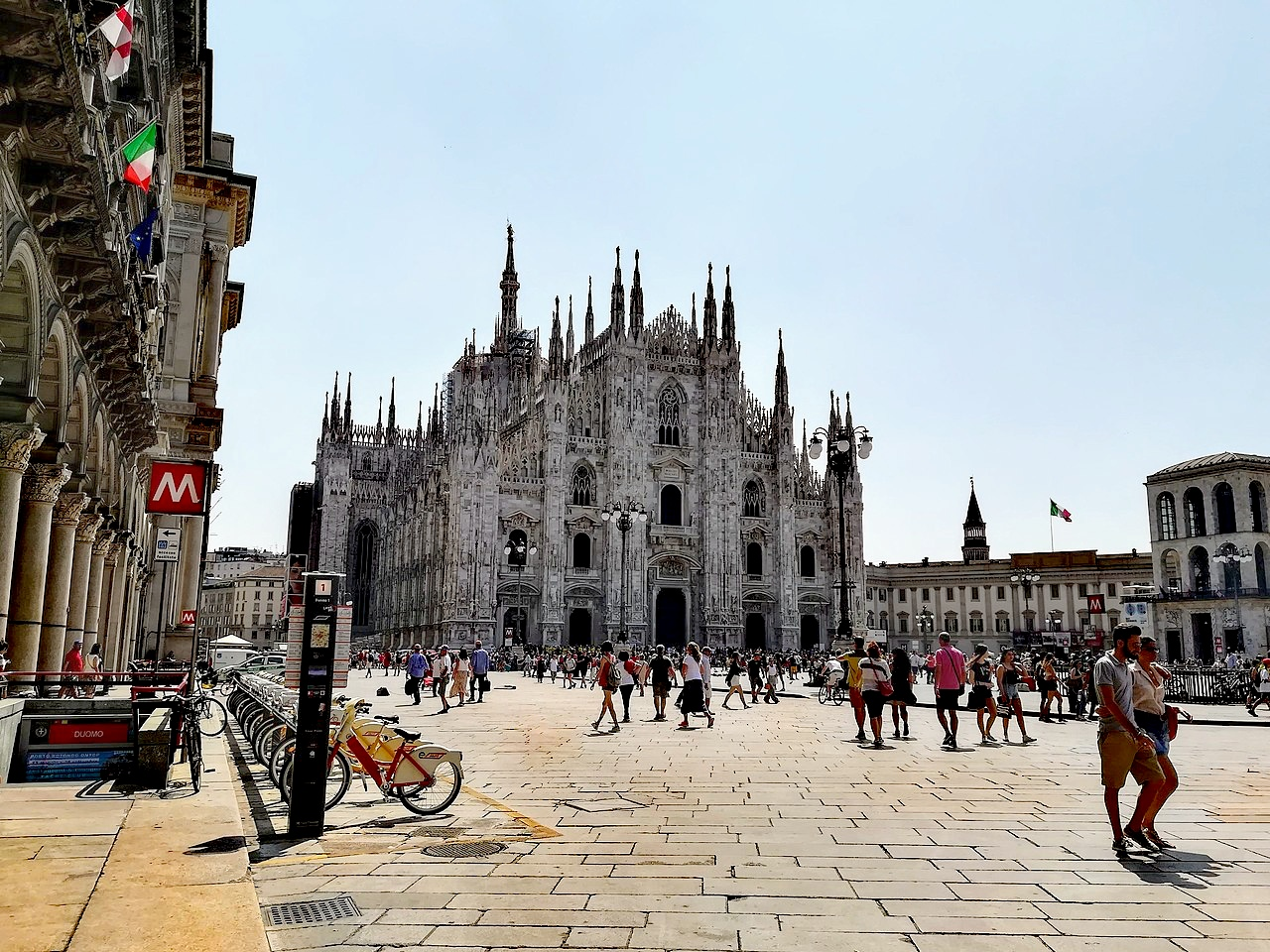
Milánó

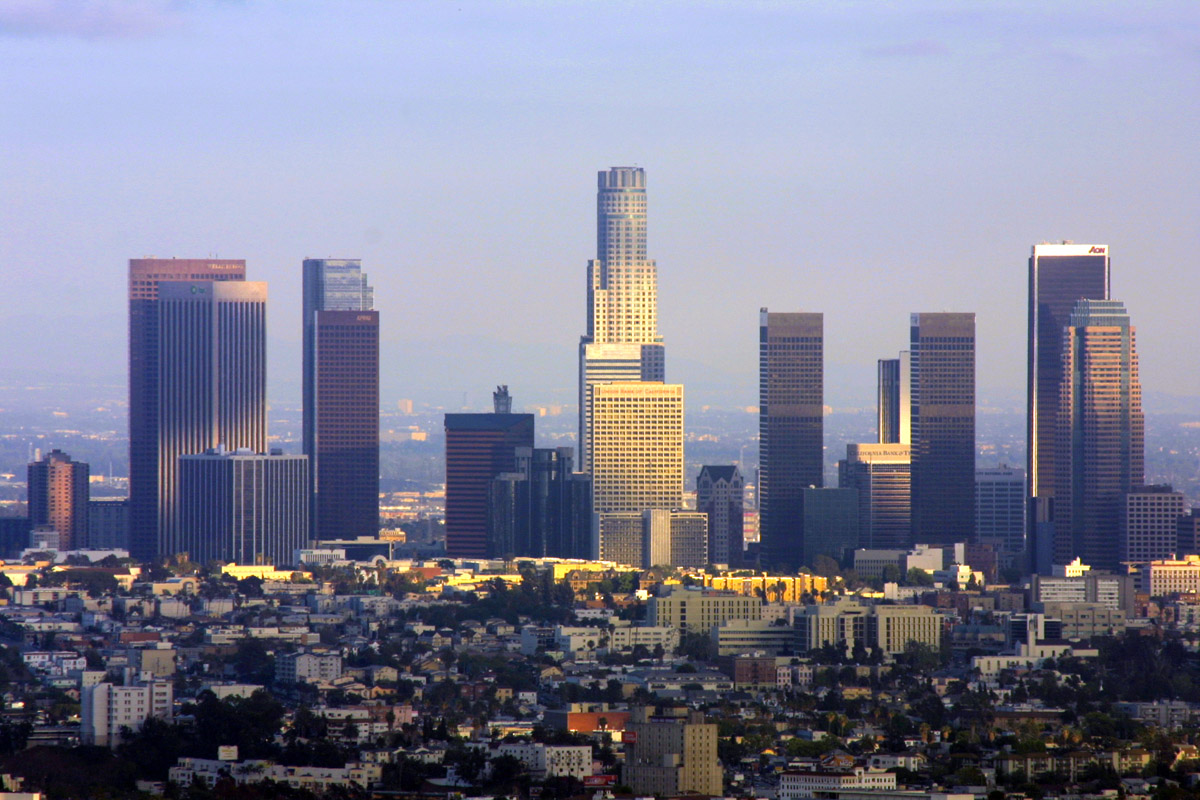
Los Angeles

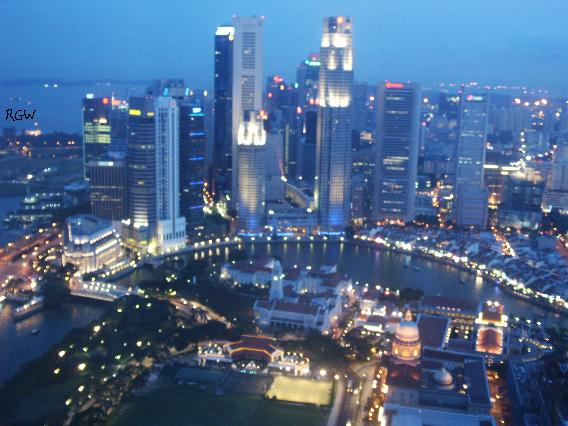
Szingapúr

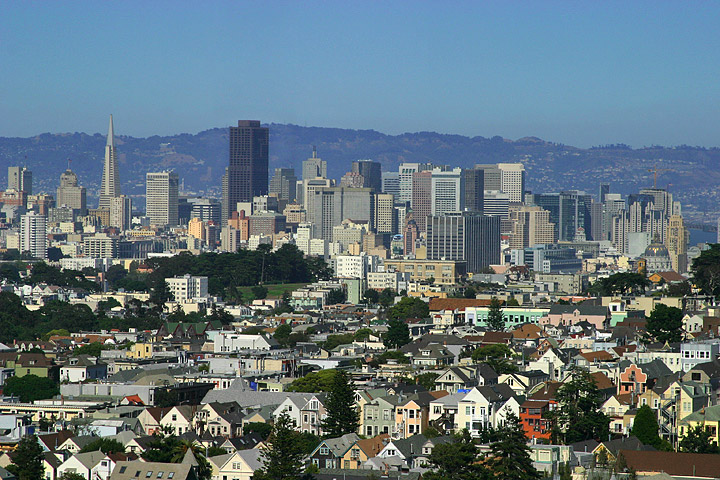
San Francisco

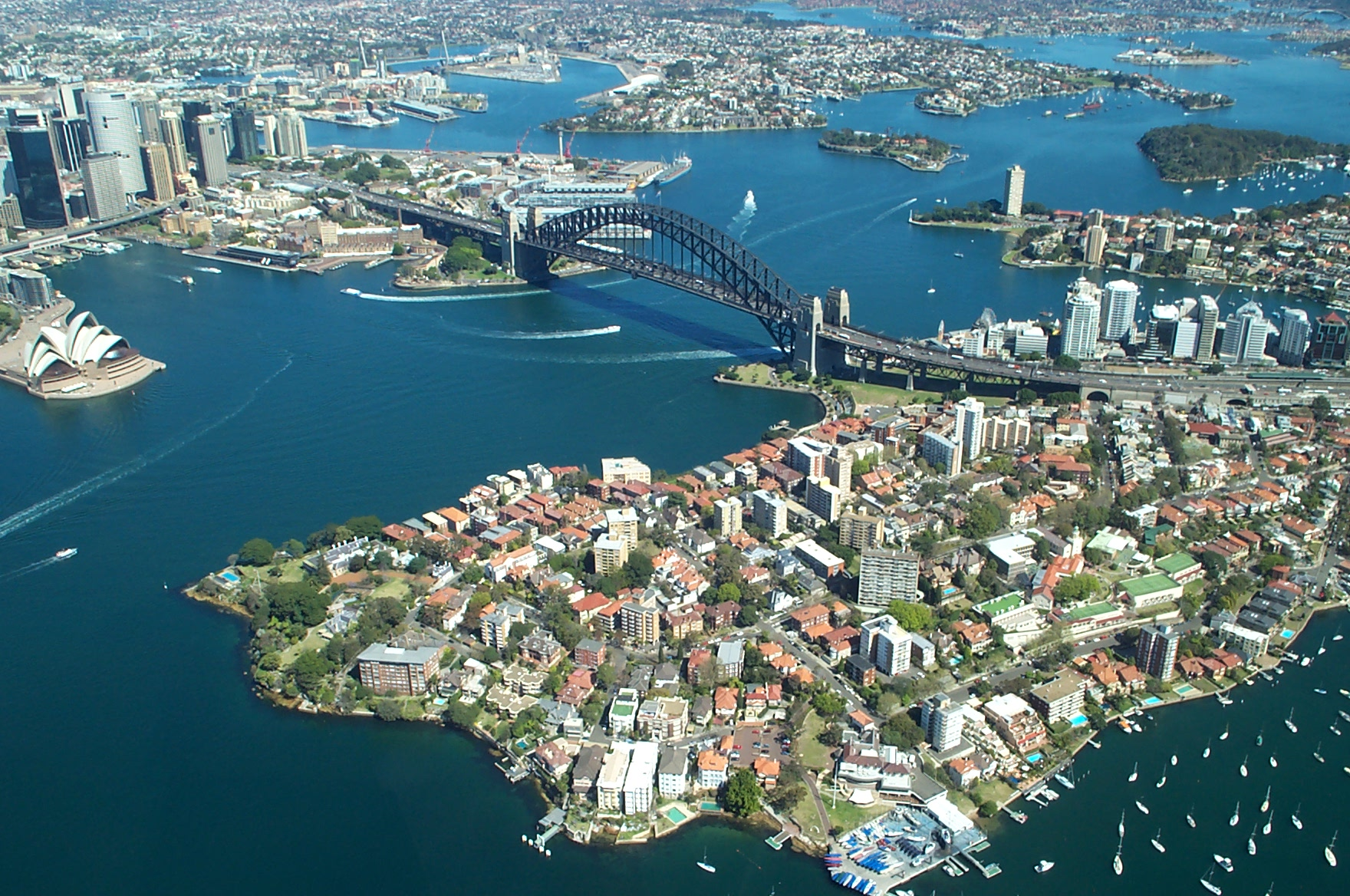
Sydney

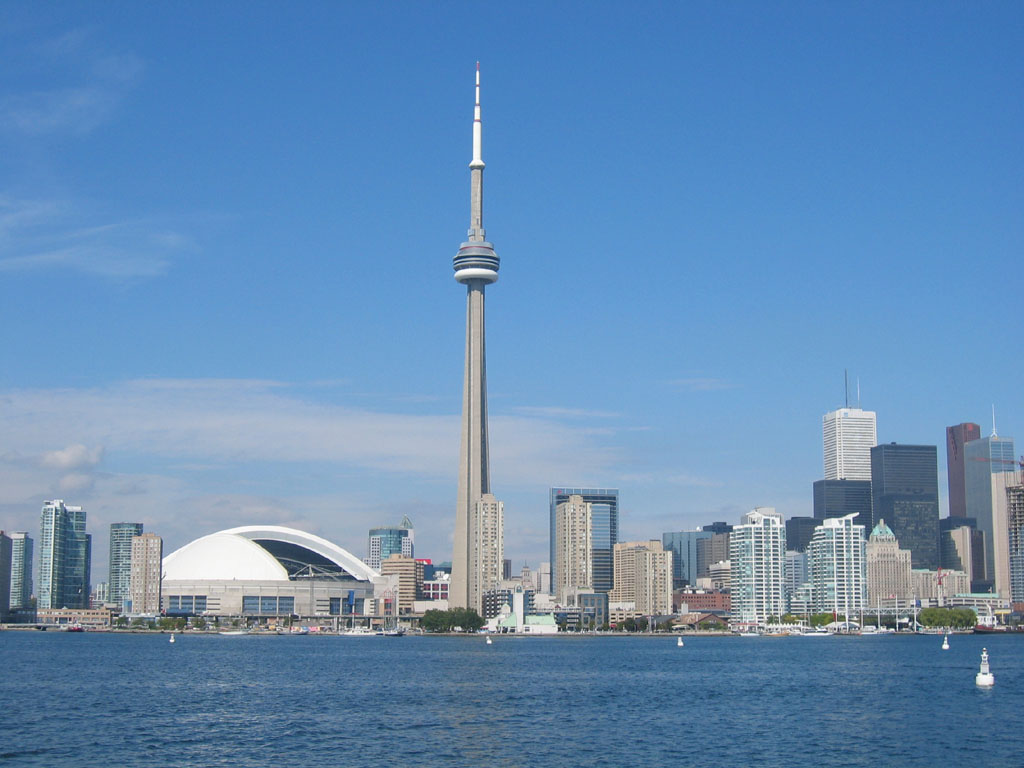
Toronto

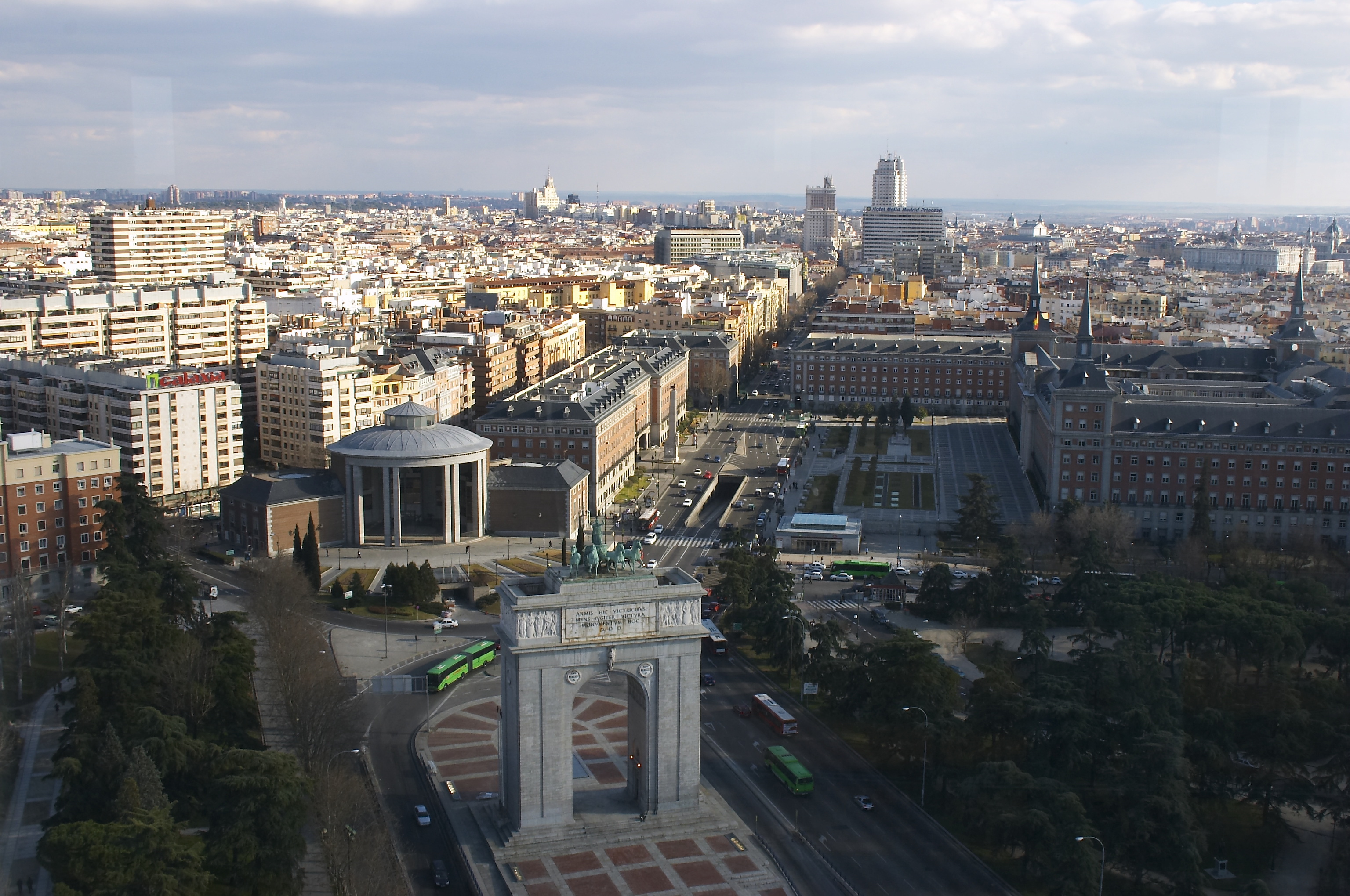
Madrid

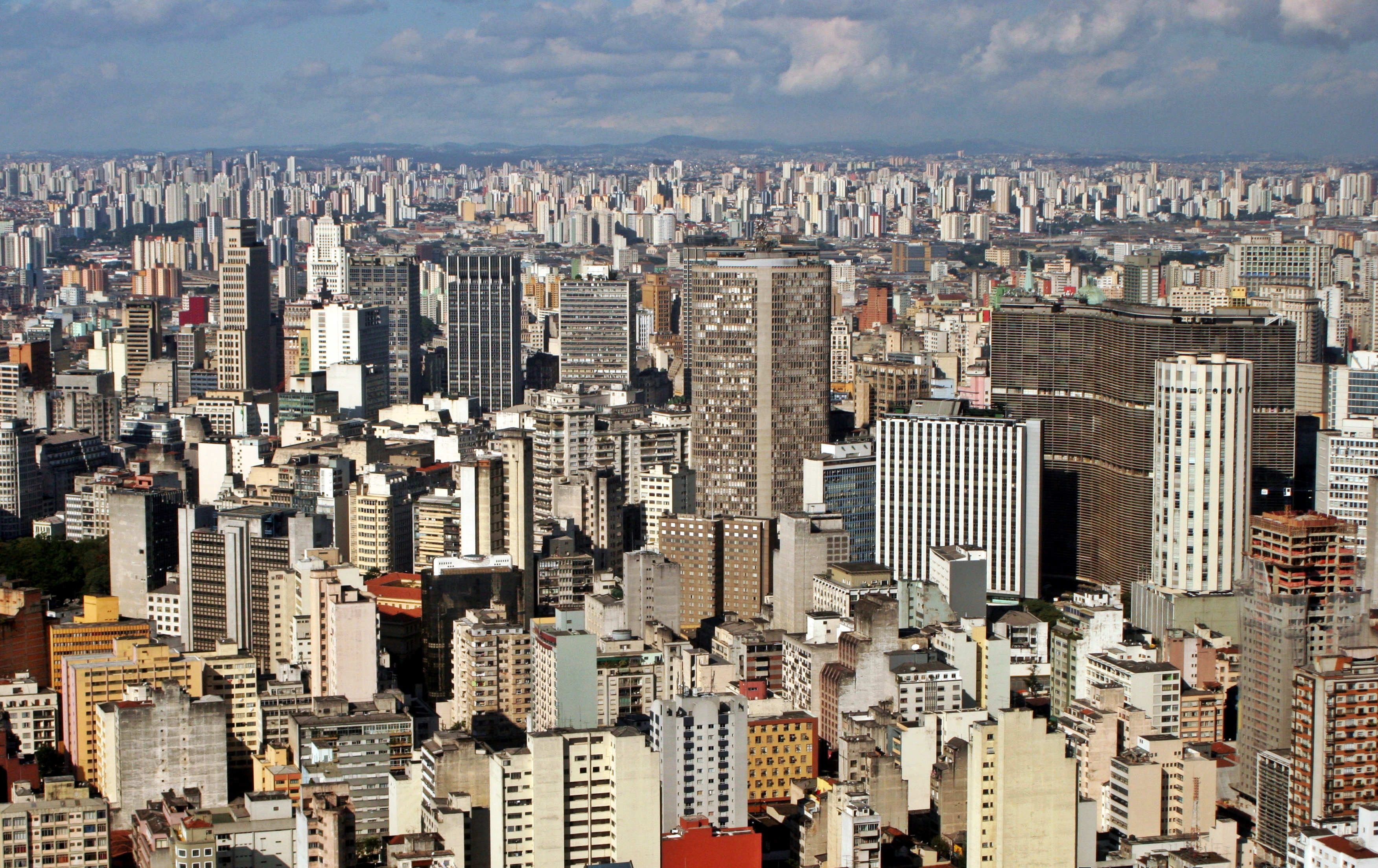
São Paulo

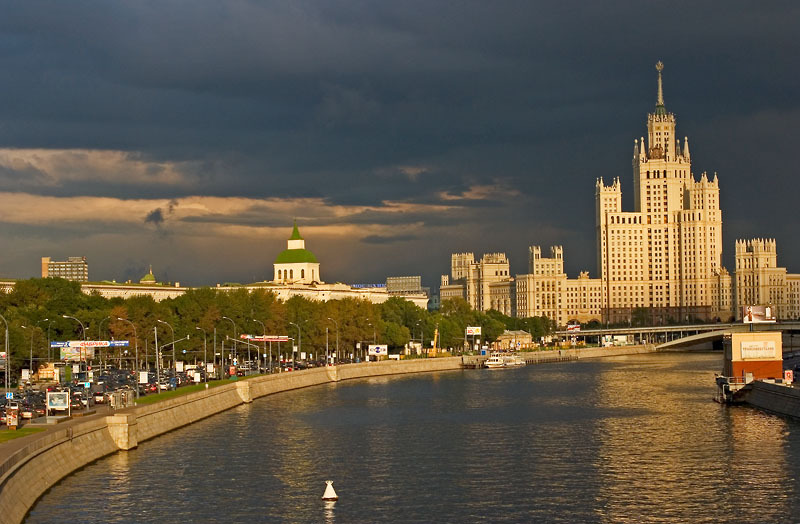
Moszkva

A világváros vagy globális város olyan város, amelynek az élet valamely területén kézzel fogható, meghatározó befolyása van. Ez lehet társadalmi-gazdasági, kulturális és politikai. A globalizáció térnyerésével a szó egyre hétköznapibbá válik. (globális pénzügy, kommunikáció, turizmus) A kifejezést először, még megalopolisz, megaváros alakban Saskia Sassen használta egyik tanulmányában.

## Általános jellemzők
A fogalom definíciója részben minden oldalról önkényes, de ezek a városok a következő dolgokban megegyeznek:
- Elegendő a város nevét mondani, és nem kell hozzátenni, hol van az, amire gondolunk. Például Párizst nem „a franciaországi Párizs”-ként emlegetjük, habár több másik város használja még ezt a nevet; Paris létezik még: Fehéroroszországban, Kanadában Ontario és Yukon tartományokban, az USA területén Arkansas, Idaho, Illinois, Kentucky, Maine, Michigan, Missouri, New York, Ohio, Pennsylvania, Tennessee és Texas államokban.
- Aktív közreműködés és részvétel nemzetközi eseményeken, szervezetekben (ENSZ-palota New Yorkban)
- Nagy népességszám (a központi részen legalább egy, de rendszerint több millió lakos)
- Legalább egy nagy nemzetközi repülőtér, ami összeköttetést biztosít a világ minden tájával, számos légitársaság tart fenn ide vonalakat. (London: Heathrow-i repülőtér, Szingapúr: Changi repülőtér)
- Magas színvonalú közlekedési hálózat, amiben van ingyenesen használható autópálya és a járművek széles skáláját felvonultató tömegközlekedés, mint például gyorsvasút, HÉV, regionális vasút, helyi és távolsági autóbuszközlekedés.
- A nyugati kultúrák városaiban hozzátartozik a különböző kultúrájú emberek által lakott, egymástól és a város többi részétől elválasztható városrész megléte. Például kínai negyed (Chinatown) vagy Little Italy. A világ más részein ez a követelmény a következővel helyettesíthető: olyan városok, amelyek nagy nemzetközi forgalmat bonyolítanak le, és ehhez külön infrastruktúrát alakítanak ki. Például: Szingapúr, Sanghaj, Hongkong, Tokió, Moszkva
- Nemzetközi pénzügyi intézmények, ügyvédi irodák, vállalatközpontok, és tőzsdék (például Londoni Értéktőzsde, New York Stock Excange, Tokiói Értéktőzsde) amiknek kihatása van az egész világgazdaságra.
- Rendkívül fejlett kommunikációs csatornák, mint az üvegszálas technológia, a Wi-Fi hálózat, mobiltelefon-szolgáltatás, és egyéb nagysebességű hírközlési csatornák.
- Nemzetközileg híres kulturális és oktatási intézmények, múzeumok, egyetemek.
- Pezsgő kulturális élet, filmfesztiválokkal (Torontói Nemzetközi Filmfesztivál) világbemutatókkal, virágzó zenés – és színházi élettel (Broadway, West End), zenekarral, operatársulatokkal, művészeti galériákkal, utcai előadókkal.
- Nemzetközi terjesztésben elérhető médiaszolgáltatók, nyomdák vannak ezekben a városokban. (BBC, Associated Press, The New York Times, Le Monde, Agence-France Press, Reuters, Mediacorp )
- Pezsgő sportélet, nagy sportépítmények, és lehetőség, illetve történelmi példa egyaránt olimpia, Labdarúgó-világbajnokság, vagy nemzetközi sorozatban részes teniszverseny)

A nyugati világban rendszerint Londont, Párizst, New Yorkot és Tokiót tartják a négy nagy világvárosnak; ezek – nem véletlenül – egyben a globális kapitalizmus jelképei is. Az azonban, hogy ki melyik városokat tartja világvárosnak, rendkívül szubjektív, és az egyén kulturális hátterétől, értékrendjétől és preferenciáitól függ.

## GaWC A világvárosok leltára (1999-es kiadás)
Angliában, Leicestershireben, Loughtboroughban a Laughtboroughi Tudományegyetem a Globalizációs és Világváros Tanulmányi Osztályon 1999-ben kísérletet tettek a világvárosok definiálására és kategorizálására. A városokat a modern területek, (mint könyvelés, reklámipar, pénzügy, jog, nemzetközi cégek) fejlettsége szerint rendezték sorrendbe. Három kategóriát, több kisebb alkategóriát hoztak létre.

### Alfa-világvárosok (teljes körű ellátást biztosító világvárosok)
- 12 pont: London, New York, Párizs, Tokió
- 10 pont: Hongkong, Frankfurt am Main, Chicago, Los Angeles, Milánó, Szingapúr.

### Béta-világvárosok (nagyobb világvárosok)
- 9 pont: San Francisco, Sydney, Toronto.
- 8 pont: Brüsszel, Madrid, Mexikóváros, São Paulo.
- 7 pont: Moszkva, Szöul.

### Gamma-világvárosok (kisebb világvárosok)
- 6 pont: Amszterdam, Boston, Caracas, Dallas, Düsseldorf, Genf, Houston, Jakarta, Johannesburg, Melbourne, Oszaka, Prága, Santiago, Tajpej, Washington.
- 5 pont: Bangkok, Montréal, Peking, Róma, Stockholm, Varsó.
- 4 pont: Atlanta, Barcelona, Berlin,  Buenos Aires, Hamburg, Isztambul, Koppenhága, Kuala Lumpur, Manila, Miami, Minneapolis, München, Sanghaj.

### Világváros-formációra utaló jelekkel bíró városok

#### Erős jelek
3 pont: Athén, Auckland, Bécs, Mumbai, Dublin, Helsinki, Luxembourg, Lyon, Philadelphia, Rio de Janeiro, Tel-Aviv, Újdelhi.

#### Néhány jel
2 pont: Abu-Dzabi, Almati, Birmingham, Bogotá, Brisbane, Bukarest, Cleveland, Detroit, Dubaj, Hága, Ho Si Minh-város, Kairó, Kijev, Köln, Lima, Lisszabon, Manchester, Montevideo, Oslo, Pozsony, Rijád, Rotterdam, Seattle, Stuttgart, Vancouver.

#### Kis jelek
1 pont: Aarhus, Adelaide, Antwerpen, Baltimore, Bangalor, Bologna, Brazíliaváros, Calgary, Fokváros, Colombo, Columbus, Drezda, Edinburgh, Genova, Glasgow, Göteborg, Kanton, Hanoi, Kansas City, Leeds, Lille, Marseille, Richmond, Szentpétervár, Taskent, Teherán, Tijuana, Torino, Utrecht, Wellington.

## GaWC Vezető világvárosok (2004-es kiadás)
PJ Taylor kezdeményezte a cégnél, hogy definiálják újra a világváros fogalmát, és más eszközökkel csoportosítsák őket. Az eredmény:

### Globális városok

#### Széles körben globális városok
1. Nagyon nagy szereppel bíró városok: London, New York.
  - Kisebb szereppel és kulturális befolyással rendelkező városok: Los Angeles, Párizs és San Francisco.
2. Kedvező helyzetben lévő globális városok: Amszterdam, Boston, Chicago, Madrid, Milánó, Moszkva, Toronto.

#### Speciális helyzetű városok
1. Gazdaságilag: Hongkong, Szingapúr és Tokió.
2. Politikailag és társadalmilag: Brüsszel, Genf, Strasbourg és Washington.

### Világvárosok
- Kulturálisan: Berlin, Koppenhága, Melbourne, München, Oslo, Róma, Stockholm.
- Politikailag: Bangkok, Bécs, Peking.
- Társadalmilag: Manila, Nairobi, Ottawa.

#### Világviszonylatban vezető szerepet betöltő városok
- Elsősorban gazdaságilag: Frankfurt, Miami, München, Oszaka, Sydney, Szingapúr, Zürich.
- Elsősorban nem gazdasági téren: Abidjan, Addisz-Abeba, Atlanta, Bázel, Barcelona, Bombay (Mumbai), Denver, Harare, Kairó, Lyon, Manila, Mexikóváros, Sanghaj, Újdelhi.

## Egyéb feltételek
Mivel a fenti lista speciális kritériumok alapján jött létre, ezért számos nagy jelentőségű adatot nem vesz figyelembe. Például nem foglalkozik a következőkkel:

## Egyéb szempontok
A GaWC lista válogatott kritériumok alapján rendez, és több, mások által fontosnak vélt dolgot nem vesz figyelembe. Így többek között a következőket:
| - Nagy lélekszám, állandó lakosság, agglomeráció - Demográfiai sokszínűség - Különböző indikátorok használata - Lakosság, bentlakók, migráció, urbanizáció - Pénzügyi helyzet/termék: - Városi/regionális GDP - Tőzsdeindexek - Nemzetközi cégek központjai - Foglalkoztatottság - Életminőségen alapuló vagy a város fejlődését néző mutatók - Megélhetési költségek mutatói - Személyes jólétet mérő mutatók; például milliomosok száma - Jellemző közlekedési infrastruktúra: | - Jellemző technológiai kapacitás - Állandó légijáratok száma - Jelentős épületek: - Közoktatás, egyetem, - Kutatóintézetek - Kórházak, gyógyszerészeti laborok - Zarándokhelyek - Kulturális és környezeti világörökségek a városban - Kulturális intézmények: - Híres múzeumok és galériák - Híres operatársulatok - Híres zenekarok - Híres filmfesztiválok - Híres színházak - Turisztikai mutatószámok: - Látogatók - Gazdaság - Rendezvények |

### A Föld városainak listája
Válogatott kritériumok szerint
| Helyezés | Lakosság szerint | Belvárosi terület szerint | Bevándorlók aránya | Megélhetési költségek | Metróhálózat forgalma | Repülőterek forgalma szerint | Milliárdosok száma szerint |
| -------- | ---------------- | ------------------------- | ------------------ | --------------------- | --------------------- | ---------------------------- | -------------------------- |
| 1        | Mumbai           | Tokió                     | Miami              | Moszkva               | Tokió                 | Atlanta                      | New York                   |
| 2        | Sanghaj          | Mexikóváros               | Toronto            | Szöul                 | Moszkva               | Chicago                      | Los Angeles                |
| 3        | Karacsi          | New York                  | Los Angeles        | Tokió                 | Szöul                 | London                       | Moszkva                    |
| 4        | Buenos Aires     | Mumbai                    | Vancouver          | Hongkong              | Mexikóváros           | Tokió                        | San Francisco              |
| 5        | Delhi            | São Paulo                 | New York           | London                | New York              | Los Angeles                  | London                     |
| 6        | Manila           | Delhi                     | Szingapúr          | Oszaka                | Párizs                | Dallas                       | Hongkong                   |
| 7        | Moszkva          | Kalkutta                  | Sydney             | Genf                  | London                | Párizs                       | Párizs                     |
| 8        | Szöul            | Buenos Aires              | Abidjan            | Koppenhága            | Oszaka                | Frankfurt                    | Chicago                    |
| 9        | São Paulo        | Jakarta                   | London             | Zürich                | Hongkong              | Las Vegas                    | Tokió                      |
| 10       | Isztambul        | Sanghaj                   | Párizs             | Oslo                  | Szingapúr             | Amszterdam                   | Szingapúr                  |